# Административное деление Вануату

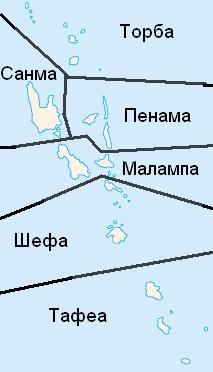
Провинции Вануату

В административном отношении Вануату с 1994 года делится на 6 провинций. Названия провинций образованы первыми слогами или буквами входящих в состав провинции основных островов.
1. Малампа (название от названий островов Малакула, Амбрим и Паама)
2. Пенама (Пентекост, Аоба, Маэво)
3. Санма (Санто, Мало)
4. Тафеа (Танна, Анива, Футуна, Эрроманго, Анейтюм)
5. Торба (острова Торрес, острова Банкс)
6. Шефа (острова Шеперд, Эфате)

| № | Провинция | Название на английском языке | Административный центр | Площадь, км² | Население, чел. (2009 год) | Плотность, чел./км² |
| - | --------- | ---------------------------- | ---------------------- | ------------ | -------------------------- | ------------------- |
| 1 | Малампа   | Malampa                      | Лакаторо               | 2 779        | 36 727                     | 13,22               |
| 2 | Пенама    | Pénama                       | Саратамата             | 1 198        | 30 819                     | 25,73               |
| 3 | Санма     | Sanma                        | Люганвиль              | 4 248        | 45 855                     | 10,79               |
| 4 | Тафеа     | Tafea                        | Исангел                | 1 628        | 32 540                     | 19,99               |
| 5 | Торба     | Torba                        | Сола                   | 882          | 9 359                      | 10,61               |
| 6 | Шефа      | Shéfa                        | Порт-Вила              | 1 455        | 78 723                     | 54,11               |
|   | Всего     |                              |                        | 12 190       | 234 023                    | 19,20               |

С 1985 по 1994 года страна делилась на 11 островных регионов:
- Аоба и Маэво (столица Лонгана)
- Амбрим (столица Эас)
- Банкс и Торрес (столица Сола)
- Эфате (столица Порт-Вила)
- Эпи (столица Рингдав)
- Малекула (столица Лакаторо)
- Паама (столица Лиро)
- Пентекост (столица Лолтонг)
- Санто и Мало (столица Люганвиль)
- Шеперд (столица Моруа)
- Тафеа (столица Исангел)

В период кондоминиума существовало 4 административных округа:
1. Южный округ
2. Центральный округ 1
3. Центральный округ 2
4. Северный округ